# Córrego Confusão
Córrego Confusão är ett vattendrag i Brasilien.   Det ligger i delstaten Mato Grosso, i den centrala delen av landet, 500 km väster om huvudstaden Brasília.
Omgivningarna runt Córrego Confusão är huvudsakligen savann. Runt Córrego Confusão är det mycket glesbefolkat, med 3 invånare per kvadratkilometer.